# Tur & retur (musikalbum)
Tur & retur är den svenske artisten Lalla Hanssons andra studioalbum, utgivet 1973 på EMI (4E 062-34800).
Albumet spelades in i EMI:s studio i Stockholm och producerades av Bengt Palmers. En mängd musiker medverkade, däribland Hansson, Roger Palm, Palmers och Kjell Öhman. Albumet föregicks av singeln "(Balladen om) Nalen" (1972) som var en cover på Don McLeans "American Pie". År 1973 utkom singlarna "Han gav upp alltihop (för att spela i sitt band)" och "Dagny".

## Låtlista
Där inte annat anges är de svenska texterna skrivna av Lalla Hansson.
Sida A
1. "Han gav upp alltihop (för att spela i sitt band)" ("The Free Electric Band", Albert Hammond, Mike Hazelwood) – 3:28
2. "Lisa" ("Judy", Shel Silverstein, svensk text: Lalla Hansson, Lasse Lindbom) – 3:35
3. "Han me' gitarr" ("Guitar Man", David Gates, svensk text: Lalla Hansson, Ola Håkansson) – 3:29
4. "Det verkar troligt" ("It's Worth Believin'", Gordon Lightfoot) – 3:23
5. "Vaggsång till min katt Snuff" ("Memo to My Son", Randy Newman) – 3:16

Sida B
1. "Dagny" (Owe Thörnqvist) – 3:31
2. "(Balladen om) Nalen" ("American Pie", Don McLean, svensk text: Lalla Hansson, Ola Håkansson) – 3:56
3. "Gävles barnens dag" ("Tom Green County Fair", Dennis Linde, svensk text: Lalla Hansson, Ola Håkansson) – 2:54
4. "Vinterflicka" ("Yankee Lady", Jesse Winchester, svensk text: Lalla Hansson, Ola Håkansson) – 3:27
5. "Jag blir här" ("I'll Be Here", Jim Sullivan) – 2:43

## Medverkande

### Musiker
- Sone Banger – dragspel
- Hasse Breitholtz – piano
- Ola Brunkert – trummor
- Göran Fristorp – gitarr
- Lalla Hansson – sång, gitarr
- Håkan Jansson – barytonsax
- Hasse Jonsson – gitarr, kör
- Janne Kling – tenorsax
- Janne Lindgren – gitarr
- Bobo Lipari – mungiga
- Bernt Löwgren – trumpet
- Janice Monot – el dobro, kör, gitarr
- Luciano Mosetti – trumpet
- Erik Nilsson – barytonsax
- Roger Palm – trummor
- Bengt Palmers – bas, tamburin, maracas
- Annica Risberg – sång
- Hans "Hasse" Rosén – wah-wah
- Janne Schaffer – wah-wah
- Mike Watson – bas
- Kjell Öhman – piano, elpiano, orgel

### Övriga
- Torbjörn Calvero – foto
- Björn Norén – ljudtekniker
- Bengt Palmers – producent
- Peter Åström – foto